# Martha Riggenbach
Martha Riggenbach, auch Martha Schmid (* 7. August 1897 in Niederglatt; † 24. November 1981 in Zürich), war eine Schweizer Grafikerin, Illustratorin und Malerin. Ihr Werk umfasst Buchillustrationen, Holzschnitte, Kinderbildnisse, Blumenbilder sowie See- und Berglandschaften.

## Leben und Werk
Martha Riggenbach besuchte in Oerlikon die Primar- und Sekundarschule. Anschliessend liess sie sich an der Kunstgewerbeschule Zürich zur Grafikerin ausbilden. In der Folge schuf sie Illustrationen zu vier Primarschulbüchern des Kantons Zürich. Diese fanden 1927 an der Internationalen Buchkunstausstellung in Leipzig grossen Anklang.
Martha Riggenbach war von 1939 bis 1981 Mitglied der Schweizerische Gesellschaft Bildender Künstlerinnen. Sie malte u. a. Szenen um den Zürichsee, Katzensee, Greifensee sowie um die Limmat. Ihre Werke stellte sie u. a. in den Turnusausstellungen des Schweizer Kunstvereins und 1928 an der Schweizerische Ausstellung für Frauenarbeit aus.